# Wind Rose
I Wind Rose sono un gruppo musicale heavy metal italiano fondato nel 2009 dal cantante Francesco Cavalieri, il chitarrista Claudio Falconcini e il tastierista Federico Meranda nella provincia di Pisa, in Toscana. Lo stile del gruppo, sia a livello di testi, sia di presenza scenica, è ispirato all'ambientazione fantasy del Signore degli Anelli, e in particolare ai nani.

## Storia
A marzo 2010, pochi mesi dopo la loro formazione, i Wind Rose hanno pubblicato un EP intitolato Demo 2010, prodotto da Cristiano Bertocchi. Il 28 agosto 2012 è uscito il loro primo album Shadows Over Lothadruin, tramite Bakerteam Records (divisione secondaria di Scarlet Records).
Tra il 2013 e il 2014 hanno partecipato ad una serie di concerti promozionali in Europa, come band di supporto per Wintersun, Finntroll, ed Epica. Cristiano Bertocchi si è unito alla band come bassista nel 2014, prima della registrazione del secondo album.
Nel febbraio 2015 hanno preso parte al tour europeo Origins degli Eluveitie e il loro secondo album in studio Wardens of the West Wind è stato pubblicato dalla Scarlet Records. In ottobre hanno anche suonato come band di supporto per gli spettacoli spagnoli degli Ensiferum durante il loro tour europeo One Man Army.
Nel 2017, la band ha firmato un accordo con la Inner Wound Records per il loro terzo album Stonehymn, che è stato pubblicato a maggio. Il primo video ad essere pubblicato è stato The Wolves' Call, seguito da To Erebor, ottenendo buon successo online. Ad agosto 2017 il gruppo ha suonato ai festival di Bloodstock (Regno Unito) e Masters of Rock (Repubblica Ceca).
Nel 2018 si sono uniti al tour europeo Path to Glory con gli Ensiferum e gli Ex Deo. A novembre sono ospiti all'edizione 2018 del Lucca Comics & Games, e nel dicembre dello stesso anno annunciano di aver firmato un accordo con Napalm Records per la registrazione di un quarto album.. Questo, intitolato Wintersaga, è stato pubblicato il 27 settembre 2019, preceduto a giugno dal singolo Diggy Diggy Hole, cover dell'omonima canzone di The Yogscast del 2014.
L'8 marzo 2022, il gruppo ha annunciato l'uscita per il 10 giugno del loro nuovo album Warfront. Lo stesso giorno è stato rilasciato il nuovo video: Gates of Ekrund.
Il 5 agosto 2022 i Wind Rose hanno suonato al festival Wacken Open Air.
L'11 luglio 2024, il gruppo ha annunciato l'uscita per il 4 ottobre del loro sesto nuovo album, Trollslayer. Lo stesso giorno è stato rilasciato il nuovo video di una delle canzoni dell'album, Rock and Stone, frutto della collaborazione con il videogioco Deep Rock Galactic.

## Formazione
- Francesco Cavalieri - voce solista (2009-oggi)
- Claudio Falconcini - chitarre, cori (2009-oggi)
- Federico Meranda - tastiere (2009-oggi)
- Cristiano Bertocchi - basso, voce secondaria (2014-oggi)
- Federico Gatti - batteria (2018-oggi)

## Discografia

### Album in studio
- 2012 - Shadows Over Lothadruin (Bakerteam Records)
- 2015 - Wardens of the West Wind (Scarlet Records)
- 2017 - Stonehymn (Inner Wound Recordings)
- 2019 - Wintersaga (Napalm Records)
- 2022 - Warfront (Napalm Records)
- 2024 - Trollslayer (Napalm Records)

### Singoli
- 2017 - The Returning Race
- 2019 - Diggy Diggy Hole
- 2019 - Drunken Dwarves
- 2019 - Wintersaga
- 2020 - Diggy Diggy Hole (Dance Remix)
- 2020 - We Were Warriors
- 2022 - Gates Of Ekrund
- 2022 - Together We Rise
- 2023 - Mine Mine Mine!